# Trống điện tử

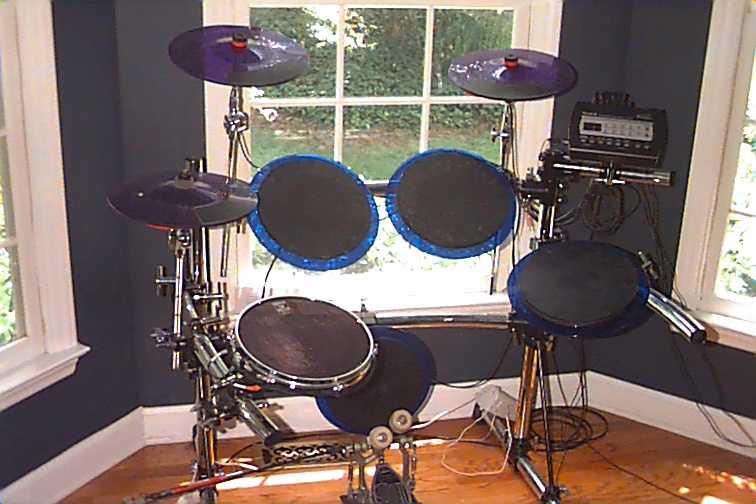
Dàn trống điện tử cơ bản do Pintech sản xuất.

Một trống điện tử, còn được gọi là trống điện, trống kỹ thuật số, hoặc bộ gõ điện tử, là một nhạc cụ điện tử hiện đại, một loại bộ tổng hợp hoặc bộ lấy mẫu đặc biệt, được thiết kế chủ yếu để thay thế cho bộ trống trống hoặc các nhạc cụ bộ gõ khác. Một trống điện tử bao gồm một mô-đun âm thanh điện tử hoặc kỹ thuật số tạo ra âm thanh bộ gõ được tổng hợp hoặc lấy mẫu và một hoặc nhiều cảm biến điện để kích hoạt âm thanh. Giống như trống thông thường, cảm biến được đánh bằng thanh trống hoặc bằng tay (tùy thuộc vào loại trống) và chúng được chơi theo cách tương tự như bộ trống trống.
Nói một cách nghiêm túc, trình tự sắp xếp các bài hát trống đã được lập trình sẵn và các máy trống điện tử hoặc số không phải là trống điện tử, bởi vì một tay trống hoặc nhạc sĩ khác không kích hoạt âm thanh.
Bộ trống điện tử (pad / triggering device) thường được bán dưới dạng một bộ trống điện tử, bao gồm một bộ trống đệm được gắn trên giá đỡ hoặc giá đỡ trong cấu hình tương tự với bố trí bộ trống trống bằng cao su (Roland, Yamaha, Alesis), hoặc những chiếc cymbalta âm thanh / điện tử chuyên dụng (ví dụ: Gen 16 của Zildjian). Các miếng đệm trống là đĩa hoặc vỏ búa cạn được làm bằng các vật liệu khác nhau, thường có bề mặt chơi bằng cao su / silicone hoặc vải bọc. Mỗi pad có một cảm biến tạo ra một tín hiệu điện khi bị tấn công.
Các tín hiệu điện được truyền qua cáp vào một mô-đun trống điện tử hoặc kỹ thuật số ("não" như nó đôi khi được gọi là), tổng hợp hoặc thiết bị khác, sau đó tạo ra một âm thanh liên quan đến, và kích hoạt bởi, pad tấn công. Các tín hiệu âm thanh từ các mô-đun trống có thể được cắm vào một amp bàn phím hoặc hệ thống PA để sử dụng trong một ban nhạc sống hiệu suất hoặc nghe với tai nghe để thực hành im lặng. Vì trống kỹ thuật số đã trở nên phổ biến hơn, các công ty đã bắt đầu bán các tập tin trống điện tử kỹ thuật số, được gọi là trống bộ dụng cụ. Trong khi bộ dụng cụ trống điện tử thường được sử dụng để kích hoạt âm thanh trống và bộ gõ, một MIDI Bộ trống điện tử có thể được sử dụng để kích hoạt bất kỳ loại âm thanh MIDI nào, chẳng hạn như piano tổng hợp hoặc mẫu, guitar hoặc bất kỳ nhạc cụ nào khác.

## Người dùng
- Tim Alexander (Primus)
- Rick Allen của Def Leppard 1985 - hiện tại: sau khi mất cánh tay trái của mình, Allen đã sử dụng một bộ đồ tùy chỉnh của Simmons, nhưng kể từ đó đã sửa đổi trống của ông.
- Nicholas Barker (Dimmu Borgir)
- Travis Barker trên một album Plus 44
- Sebastian Beresford - đấu giá Arkarna Leftfield Trên và Vươn xa
- Tay trống phiên bản Hal Blaine Pollard Syndrum
- Craig Blundell - Thạc sĩ Tay trống, Bác sĩ lâm sàng Quốc tế hàng đầu, Nhạc sĩ Tự do. (Tay trống cho Frost, Pendragon, Ghosts of Fortune, các nghệ sỹ hàng đầu của Inglorious).
- Tim Booth của James - đóng trống điện tử trong các buổi hòa nhạc trực tiếp, đặc biệt là trên Bubbles theo dõi Hey Ma, mặc dù anh ta không làm vậy trong phòng thu.
- Rob Bourdon của Linkin Park sử dụng hai tấm lót Pintech ở bên trái bộ đồ của mình, với những tiếng sáo khác nhau được kích hoạt.
- Bill Bruford trong (King Crimson), (ABWH), (Có) và (Earthworks)
- Nhà sản xuất Gus Dudgeon đã chơi Simmons SDS-V trên hai album của Elton John: Ice on Fire năm 1985 và Leather Jackets 1986.
- Warren Cann (Ultravox) Một nhà tiên phong về bộ gõ điện tử, người đã sử dụng rộng rãi các nhạc cụ trong album Vienna, Rage in Eden, Quartet và Lament.
- Danny Carey của Công cụ (ban nhạc) - sử dụng 7 Triệu chứng Triệu chứng Triệu chứng Não (Synesthesia Mandala Drums), đánh giá vị trí và vận tốc.
- Igor Cavalera (Sepultura)
- Colm Ó Cíosóig (My Bloody Valentine) trong album Loveless.
- Rick Colaluca (Tháp Canh) (Chỉ có các Toms)
- Coldplay
- Chip Davis (của Mannheim Steamroller)
- Phil Collins (Genesis) - Các bộ Simmons (SDS V, SDS7) trên các album Genesis và Invisible Touch cũng như album solo của anh No Jacket Required, trống Synare (bao gồm cả các bộ phim này) trên Abacab và Genesis cũng như The And Then There Were Ba và Duke tour du lịch, Simmons SDX trên We Can not Dance.
- Micky Dolenz: Trong chuyến đi đoàn tụ giữa năm 1990 của Monkees
- Nhà máy Búp bê
- Sly Dunbar Ông thường xuyên sử dụng một bộ trống điện khi chơi với ban nhạc Black Uhuru.
- Stuart Elliott (Dự án Alan Parsons) - Bộ Simmons
- Tats Faustino
- Wolfgang Flür, Karl Bartos (Kraftwerk), đã xây dựng bộ trống trống bằng tay của riêng họ.
- Yasuchika Fujii (P-MODEL) - trống Bass đã được sử dụng để kích hoạt trình tự tuần tự
- Bud Gaugh - những hiệu ứng tuyệt vời
- Rocky Grey (Evanescence) - Bộ Wirges
- Alex Van Halen Được sử dụng trong album và tour của 5150. Alex đã trở lại với trống acoustic.
- Ernst Hefter (Ganymed)
- Malcolm Holmes (Cuộc trình diễn trong bóng tối) Trong chương trình TV đầu Top of the Pops đầu tiên của ông vào năm 1980, ông đã biểu diễn 'đứng lên' chơi một bộ trống điện tử.
- Peter Hook, cựu tay bass guitar của New Order
- Mark Jackson - trước đây - VNV Nation
- Rogerio Jardim - Nấm đã nhiễm
- Akira Jimbo
- Jean-Michel Jarre
- David Kennedy (Angels & Airwaves) trên Angels & Airwaves 2008 Tour.
- Osamu Kitajima
- Da Kurlzz (Hollywood Undead) Anh sử dụng trống điện tử trong mỗi chương trình trực tiếp và trong album Swan Songs
- Marina (của nhóm Beat Beat tươi)
- Nick Mason (Pink Floyd)
- Joseph San Mateo (Kairos)
- Keith Moon (Người Ai) Pollard Syndrum
- Jay Moore (Primal State) - EP thực tế kháng chiến
- Stephen Morris (Đội New Order & Joy)
- Jim Mothersbaugh (Devo) - bộ dụng cụ điện tử tự chế
- Alan Myers (Devo) - miếng đệm trống Synare
- Nadeem-Shravan (Bollywood Composer Duo), người đã làm rung chuyển những năm 1990 bằng âm nhạc của họ. Họ sử dụng rộng rãi các bộ trống điện tử với Conga Drums.
- Carl Palmer của Emerson, Lake & Palmer trong album Brain Salad Surgery năm 1973, trong bài hát "Toccata".
- Dan Pearson (Ganga Giri)
- Neil Peart (Rush) - hiện đang sử dụng trống điện tử và trống acoustic của Roland trong các live solo của mình, trước đây đã sử dụng Simmons SDSV từ năm 1983 đến năm 1989
- Mike Portnoy (Nhà hát Dream - cú đá bắt, bẫy, và các nguyên mẫu được sử dụng trên Hình ảnh và Từ ngữ)
- Nick Rice - Hadouken!, Leftfield
- Bill Rieflin (Bộ, Ăn cắp Cocks, KMFDM & REM)
- Sean Reinert (Cynic)
- Ryuichi Sakamoto (Dàn nhạc Vàng)
- Christoph Schneider (Rammstein) - Trống Hybryd Trong thời Herzeleid và Sehnsucht
- Jez Strode (Kajagoogoo)
- Sadatoshi Tainaka (P-MODEL) - Chơi trong nhiệm kỳ thứ hai với ban nhạc, được sử dụng cùng với bộ trống trống acry
- Yukihiro Takahashi (Dàn nhạc Vàng)
- Roger Taylor - Nữ hoàng
- Matt Tong của Bloc Party Ông đã sử dụng trống điện tử trong ca khúc " Compliments " và một số bài hát khác trong album Silent Alarm năm 2005.
- Chad Wackerman (Frank Zappa)
- Gary Wallis - Pink Floyd, Mike + Cơ học, Schiller, Il Divo
- Alan White của Có
- Alan Wilder (Chế độ Depeche)
- The Wiggles Được sử dụng cho các tour du lịch từ năm 2011 đến năm 2013, nhưng vắng mặt trong năm 2014.
- Jack Garratt Được sử dụng trong tất cả các buổi biểu diễn trực tiếp.
- Gwyneth Mullikin được sử dụng trong Black Sheep UK